# Thierry Démarez
Thierry Démarez (27 d'octubre de 1971, Le Raincy) és un dibuixant de còmics francès. Algunes de les seves obres són Alix Senator. El grafisme de Thierry, ha anat canviant al llarg del temps i encara que les seves influències són més properes a Mètal Hurlant el fet de treballar amb Alix Senator, li va permetre de descobrir l'obra de Jacques Martin. A la biblioteca de l'escola és on es va iniciar, amb les primeres lectures de còmics, entre els seus preferits Rahan i Sergi Grapes, entre d'altres. Va estudiar belles arts a Valenciennes, maquetisme, a ASFODESS (Montreuil, volum i decoració. Des de bon principi tenia clar que en volia fer una professió. Entre els dibuixants que l'han influït hi ha, Connie Rasinski i Jean Giraud, pel seu dibuix modelat en el traç, i Franquin o Régis Loisel entre d'altres. Un dels gèneres que més l'atrauen ja sigui en còmic, cinema o literatura, és la història. I dins de la història, l'antiguitat clàssica si no s'hagués dedicat a dibuixar, probablement s'hauria dedicat a l'arqueologia.